# Groombridge 1830
Groombridge 1830 is een ster (een subdwerg) in het sterrenbeeld Grote Beer (Ursa Major). De ster heeft na de Ster van Barnard en de Ster van Kapteyn de grootste eigenbeweging (+4,00398 boogseconden per jaar in rechte klimming en -5,81362 boogseconden per jaar in declinatie). Dit werd in 1842 ontdekt door Friedrich Wilhelm Argelander.
De naam van de ster verwijst naar een catalogus van circumpolaire sterren van Stephen Groombridge die in 1838 postuum gepubliceerd is door George Biddell Airy.
1. ↑  A catalogue of circumpolar stars